# Piesně Chwal Božskych
Piesně Chwal Božských. Pjsně Duchownj Ewangelistské. Opět znowu přehlédnuté, zprawené, a shromážděné. Y ta ké mnohé w Nowě složené, z gruntu a zakladu Pjsem Swatých. Kecti a k chwale samého gediného wěčného Boha, w Trogicy blahoslawené. Také kupomocy a k službě y kupotěssenj w prawém Křesťanském Náboženstwj wssech Wěrných, milugjcých y Národ y Jazyk Cěský – kancjonał braci czeskich autorstwa Jana Roha, teologa i biskupa czeskobraterskiego.
Czeskojęzyczne dzieło Roha zostało po raz pierwszy wydrukowane w Pradze w 1541 przez Pavla Severína z Kapí hory, burmistrza Pragi i wydawcę publikacji czeskobraterskich. Księga liczy ponad trzysta kart, a tekst zamieszczono w dwóch kolumnach. Zilustrowano ją drzeworytami, z których ten na karcie tytułowej odbity jest na czarno i czerwono. Kancjonał mieści około pięćset pieśni na cały rok liturgiczny wraz z zapisami nutowymi. Są też pieśni na chrzciny, śluby i inne uroczystości.
Jedyny kompletny egzemplarz pierwszego wydania (1541) pozostaje w zbiorach Biblioteki Raczyńskich w Poznaniu. Pozostałe uległy zniszczeniu w okresie kontrreformacji. Jest świadectwem obecności braci czeskich w Wielkopolsce w XVI i XVII wieku. Należał najprawdopodobniej do Jana Ostroroga i był wyrazem wdzięczności za jego opiekę nad nimi.
Dzieło było później wznawiane, m.in. w 1561 w Szamotułach przez Aleksandra Augezdeckego.